# Relations entre l'Algérie et la Syrie
Les relations entre l'Algérie et la Syrie sont les relations internationales entre la République algérienne démocratique et populaire et la Syrie. L'Algérie dispose d'une ambassade à Damas, et la Syrie d'une ambassade à Alger.

## Présentation
Tous deux sont membres de la Ligue arabe (la Syrie en a été suspendue en 2012, mais fut réintégré en 2023 en grande partie grâce à la médiation algérienne). L'Algérie est l'un des rares pays arabes à entretenir des liens avec le gouvernement syrien sous Bachar el-Assad et a défendu le gouvernement au sein de la Ligue arabe.

### Histoire
Les liens entre les deux pays sont assez marqués d'un point de vu historique, notamment durant le XIXe siècle après que l'émir Abdelkader ibn Muhieddine , résistant et père fondateur de l'État algérien moderne a été exilé en Syrie par les forces coloniales. En s'installant avec sa famille en Syrie, il permet la création d'une forme de communauté regroupant les Algériens et plus globalement les Maghrébins qui vivent alors en Syrie. Lors du massacre de Damas, en 1860, il sauvera la vie de plusieurs milliers de chrétiens en les faisant entrer au sein de son palais et en utilisant ses relations avec les hauts dignitaires de la ville ainsi que la communauté algérienne présente sur place.
La lutte des Algériens contre le colonialisme français, pendant la guerre d'Algérie, s'est inspirée des autres États arabes comme la Syrie. Avec tel, après l'indépendance de l'Algérie en 1962 et le coup d'État syrien de 1963, les deux pays ont établi des relations.

### Guerre civile syrienne
Du point de vue de l'État algérien, la guerre civile syrienne et la montée du fondamentalisme ont suscité des inquiétudes importantes. Selon les commentateurs, c'est un héritage des tensions entre l'Algérie et l'Arabie saoudite au cours de la guerre civile algérienne. En tant que telle, l'Algérie s'est opposée avec véhémence aux décisions des autres pays arabes d'armer l'opposition syrienne au milieu du conflit en Syrie en raison du traumatisme historique de l'Algérie, et soutient le gouvernement syrien.
L'Algérie avait également joué le rôle de médiateur entre la Syrie et la Turquie. En 2015, l'Algérie a accueilli près de 25 000 réfugiés syriens fuyant le pays. La plupart des Syriens en Algérie travaillent maintenant dans des petites et moyennes entreprises,.

### Séisme de 2023
À la suite du séisme qui a frappé la Syrie le 6 février 2023, l'Algérie est l’un des premiers pays à avoir acheminé des aides et des secouristes aux populations sinistrés dans le cadre d'une réponse humanitaire d'urgence. Le gouvernement algérien a également fait un don de 15 millions de dollars à la Syrie en guise de solidarité avec le peuple syrien, à la suite de ce violent tremblement de terre qui l'a frappé.  Le président syrien, Bachar el-Assad, a salué les efforts des équipes algériennes de la Protection civile et du Croissant-Rouge algérien (CRA) présentes en Syrie pour participer aux opérations de sauvetage et de recherche de personnes disparues.

### Chute du régime Assad
À la suite de l'effondrement du régime de Bachar el-Assad en début décembre 2024, le ministère algérien des Affaires étrangères à  travers un communiqué publié le 8 décembre 2024 a exprimé sa préoccupation face aux récents événements et aux changements rapides en Syrie, en réaffirmant l'attachement de l'Algérie à la stabilité de ce pays, et en appelant « toutes les parties syriennes à œuvrer pour l’unité nationale, la paix et la préservation de la sécurité et de l’intégrité territoriale de la Syrie ». 
L’armée israélienne a profité de cette instabilité en Syrie, et a décidé de prendre le contrôle de la zone tampon du Golan occupé, rompant ainsi avec l’accord de désengagement signé en 1974. Elle également intensifié ses frappes aériennes, détruisant plusieurs sites militaires syriens. L'Algérie par la voix de son ministre des affaires étrangères, a condamné dans un communiqué du 10 décembre 2024, les violations de la souveraineté syrienne par l’armée israélienne, en réaffirmant son « soutien indéfectible à l’unité et à l’intégrité territoriale de la Syrie, ainsi qu’à son droit légitime de récupérer le Golan occupé, conformément aux lois internationales en vigueur ».